# أربوفيروس
أربوفيروس أو الفايروسات المنقولة أو فيروسات الأربو (بالإنجليزية: Arbovirus)‏ هو مصطلح يعني فيروس منقولة بالمفصليات ويشير إلى مجموعة من الفيروسات التي تنتقل بواسطة نواقل من مفصليات الأرجل. أصل التسمية مشتق من الاسم الإنكليزي (ARthropod-BOrne virus).
تيبوفيروس (بالإنجليزية: tibovirus)‏ تسمية تشير إلى الفيروسات المنقولة بواسطة القراد، وهذه مشتقة من (TIck-BOrne virus).

## التصنيف
- عائلة الفيروسات البانيوية:
  - جنس الفيروسة النيروبية
  - جنس الفيروسة الأورثوبانيوية
  - جنس فيروس الفواصد
- عائلة الفيروسات المصفرة
  - جنس الفيروسة المصفرة
    - فيروسات منقولة بالقراد
    - فيروسات منقولة بالبعوض
- عائلة الفيروسات التنفسية المعوية اليتيمة
  - الفيروسات التنفسية المعوية اليتيمة الناعمة
    - جنس الفيروسة الوقبية
    - جنس الفيروسة السيدورناوية أو فيروسة جنوب شرق آسيا

  - الفيروسات المبرجة
    - جنس فيروسة قراد كولورادو
- عائلة الفيروسات الطخائية
  - فيروس ألفا